# Distretto di Punta Negra
Il distretto di Punta Negra (spagnolo: Distrito de Punta Negra) è un distretto del Perù che appartiene geograficamente e politicamente alla provincia e dipartimento di Lima.